# 福島市立福島第四中学校

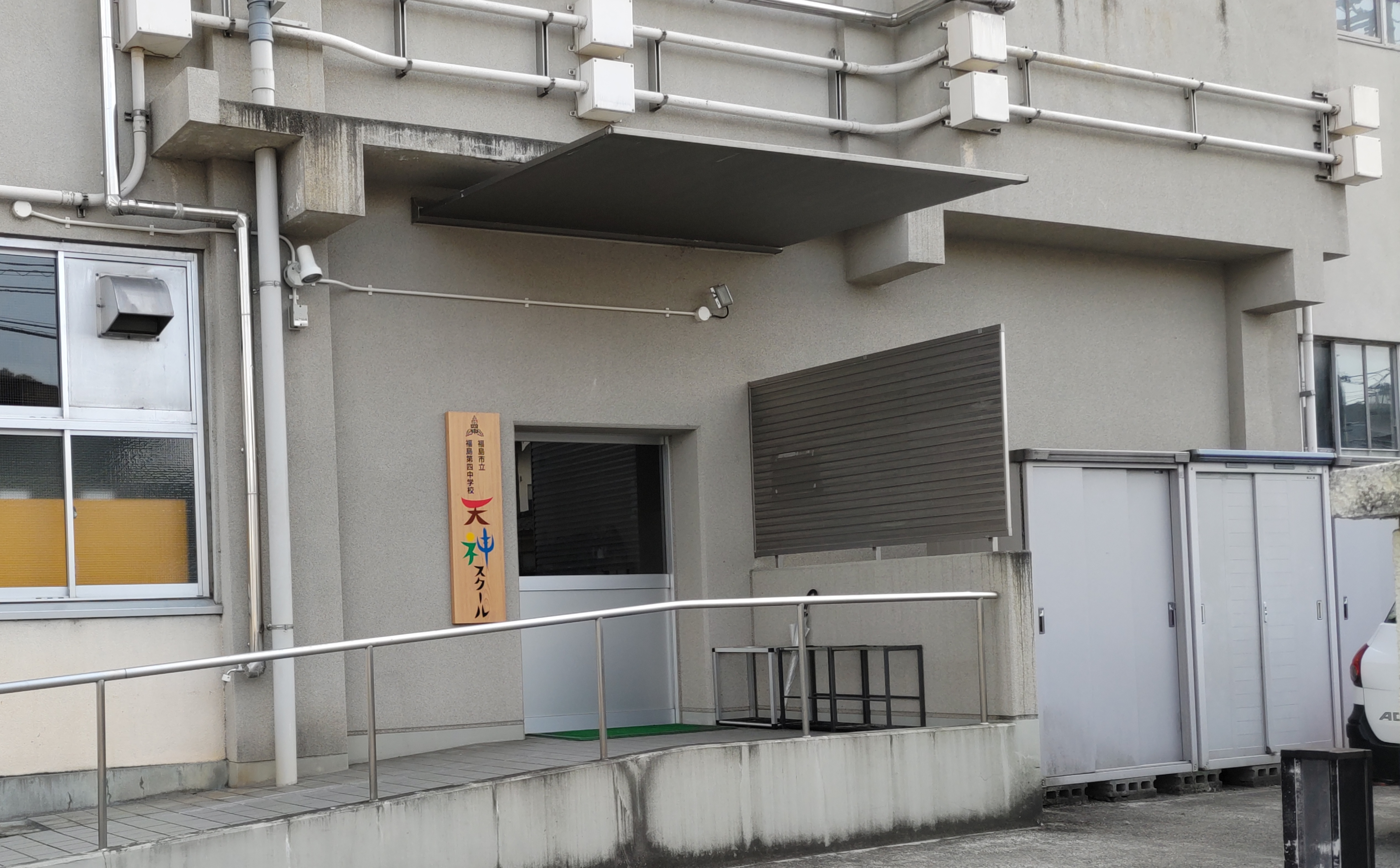
天神スクール（夜間中学校）

福島市立福島第四中学校（ふくしましりつ ふくしまだいよんちゅうがっこう）は、福島県福島市南平にある公立中学校である。福島市立福島第四小学校敷地内の市総合教育センターに夜間中学校である「天神スクール」が設置されている。

## 概要

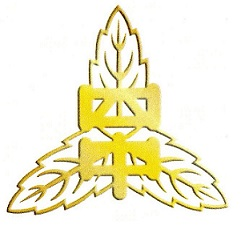
福島市立福島第四中学校の校章。樫の葉の意匠が3枚施されている。

一般に略称は「福島四中」や「四中」である。福島市の特徴である福島盆地の中央に存在する信夫山の南側中腹に位置しており、校舎までの長い道のりには無数のイチョウ並木がある。2020年5月1日現在、16学級457名の児童が在籍する。校風としては自主・自立を掲げており、学校の活動ではよくこの言葉が使われる。
校舎は、最下部からプール→校庭→南校舎・ピロティ・木工金工室→体育館・北校舎の4段構造になっており、坂道から校舎まで更に2階分に相当する階段がある。

### 象徴

#### 坂道について（象徴たる所以）
坂道は四中を代表する存在である。その理由は数多存在すると行っても過言ではない。それは入学式の時に最初に驚くものが坂道であるからである。ある意味急勾配かつ距離の長い坂道は中学校生活最初の難関とも言える。その坂道を毎日登っていくと次第に苦がなくなり、それによって成長を感じることができる。卒業のときにはそれが最後の坂道であり3年間の苦しみから開放されるときは名残惜しくなるであろう。それによって坂道は全校生徒に平等に振りかざされる苦難であると同時に、健康的な肉体を育む象徴である。このようなこともあり坂道は思い出深いものとなる。道中に生息する木々も象徴たる所以である。前述したイチョウは紅葉によって美しく変貌するがその反面銀杏による被害もある。
坂道は全校生徒に配布されるしおりの名前にも「さかみち」とあり至る所で坂道が象徴となっている。

#### 校旗
校旗には樫の葉が描かれている。樫の葉が三枚描かれたものが図案化され中央には「四中」の文字がある。樫の木は開校当時から自生しておりそのため描かれた。
「自然環境が豊かな信夫山とその周辺地域では樫の木以外にも様々な木々が自生している。その中から樫の木を選んだ理由は、堅牢にして緻密、寒さにも負けず光り輝くことから、苦難に耐え自己を研磨する将来性のある人間に育ってほしいという願いを込めているためである」という理由による。
なお、文化祭の名称は「かしのは祭」である。

#### 象徴としての校訓
「自主・自立」という目標が四中の目標の一つである。度々引用されるため様々な行事などで目にすることが出来る。これは上述している坂道の頂点付近に設置された石碑に刻まれており、まさしく象徴の一つである。

## 沿革
- 1947年（昭和22年）
  - 4月25日 - 福島市立福島第三中学校として福島市立福島第四小学校に併設し創立される
  - 5月3日 - 開校。初代校長 田村和三校長着任
- 1948年（昭和23年）9月1日 - 現在の福島市立福島第四中学校と校名を改称
- 1949年（昭和24年）
  - 3月31日 - 新校舎竣工（福島第四小学校西側・12教室）
  - 5月28日 - 校舎落成祝賀文化祭開催
- 1951年（昭和26年）2月28日 - 校歌制定（作詞小林金次郎、作曲古関裕而）
- 1955年（昭和30年）
  - 6月3日 - 校舎新築工事第一期竣工
  - 6月15日 - 校舎増築工事第二期竣工（4教室）
- 1956年（昭和31年）
  - 7月28日 - 体育館新築工事竣工
- 1957年（昭和32年）3月30日 - 校舎増築工事第三期竣工（5教室）
- 1958年（昭和33年）3月20日 - 校舎増築工事第四期竣工（6教室・職員室）
- 1960年（昭和35年）7月27日 - プール竣工
- 1961年（昭和36年）5月30日 - 校舎増築工事第五期竣工（6教室）
- 1963年（昭和38年）2月19日 - 理科室増築工事竣工
- 1965年（昭和40年）3月16日 - 校旗樹立式
- 1971年（昭和46年）9月6日 - 学校火災南校舎全焼
- 1972年（昭和47年）
  - 8月20日 - 新校舎竣工鉄筋コンクリート3階建て
  - 12月1日 - 学校図書2500冊、生徒用机・椅子320組み、競馬場より寄贈
  - 12月25日 - 技術室、調理室、音楽室改造
- 1973年（昭和48年）8月13日 - 通学路坂道舗装工事完成
- 1974年（昭和49年）
  - 4月上旬 - 坂道自転車置場完成
  - 5月上旬 - 校舎裏側コンクリート溝完成
  - 11月25日 - 県花壇コンクール特選（知事賞）受賞
- 1975年（昭和50年）
  - 2月下旬 - 野球バックネットの新設
  - 4月下旬 - 技術かんけい美品保管倉庫完成
  - 8月下旬 - 中庭池と花壇完成
- 1976年（昭和51年）11月19日 - 教育機器研究発表会公開
- 1977年（昭和52年）
  - 1月31日 - 全国美術展学校賞受賞
  - 12月25日 - 南校舎西増築工事完成
- 1978年（昭和53年）1月下旬 - 消防設備施設改築工事完了
- 1979年（昭和54年）
  - 12下旬 - 下水浄化装置工事完了
  - 12月24日 - 坂道自転車置き場増設
- 1981年（昭和56年）12月25日 - 玄関に校章設置
- 1982年（昭和57年）11月26日 - 体育館屋根塗装工事完了
- 1983年（昭和58年）
  - 1月28日 - 旧校舎北側土留め、落石防止フェンス工事完了
  - 2月17日 - 坂道自転車置き場床コンクリート工事完了
- 1984年（昭和59年）
  - 7月中旬 - 東外側便所改修工事完了、下水工事完了
  - 11月上旬 - 体育館床一部改修、バレーボールコート2面取り付け工事完了
- 1987年（昭和62年）3月20日 - 校舎改築に伴うプレハブ校舎新設
- 1988年（昭和63年）2月25日 - 北校舎改築工事完了（特別教室6）
- 1989年（平成元年）
  - 2月下旬 - 新体育館完成
  - 3月下旬 - 西昇降口前石段新設工事完了
  - 5月下旬 - 中央玄関前石段工事完了
- 1990年（平成2年）
  - 1月25日 - 両階段上防犯灯新設
  - 3月16日 - 教室不足によりプレハブ校舎新設
- 1991年（平成3年）
  - 2月28日 - 自転車置場屋根取替工事完了
  - 3月5日 - プール循環器取替工事完了
  - 10月4日 - 優良交通安全校表彰
  - 10月21日 - 花いっぱいコンクール入賞「県緑化推進理事長賞」受賞
  - 10月26日 - 2階全教室カーテン取付完了
- 1992年（平成4年）
  - 3月2日 - 野球バックネット工事完了
  - 4月8日 - 校長室応接セット購入
  - 6月25日 - 校庭トイレ排水管工事完了
  - 7月7日 - プール更衣室電灯設置一階全教室カーテン取付工事完了
  - 11月20日 - 花壇コンクール入賞「福島民友新聞社長賞」受賞
- 1993年（平成5年）
  - 2月1日 - セコム回線工事完了
  - 12月7日 - コンピューター室完成。
- 1994年（平成6年）
  - 5月上旬 - プール改修工事完了
  - 11月9日 - 市指定学習指導研究発表会公開
- 1995年（平成7年）
  - 1月17日 - 校訓碑建立
  - 4月下旬 - 校門前門扉校庭完成
  - 10月上旬 - 校舎周辺防犯灯増設
  - 10月14日 - 福島国体集団演技、式典音楽に参加（第2学年生徒全員）
  - 10月28日 - 全国身体障がい者スポーツ大会集団演技、式典音楽に参加（第2学年生徒全員）
- 1996年（平成8年）
  - 6月10日 - プールフェンス改修工事完了
  - 7月28日 - ソフトボール用バックネット新設校防球ネット張替え工事完了
  - 8月26日 - 屋上手すり改修工事完了
  - 10月29日 - 創立50周年記念式典開催
- 1997年（平成9年）
  - 9月26日 - 校庭周辺ブロック塀改修工事完了
  - 10月23日 - 県中学校教育研究大会県北大会数学科授業公開
- 1999年（平成11年）
  - 6月24日 - フルブライトメモリアル基金教育視察（アメリカ合衆国より30数名来校）
  - 11月7日 - 第48回東北地区国語教育研究協議会福島大会授業公開
- 2000年（平成12年）8月30日 - カウンセリングルーム整備設備工事完了
- 2001年（平成13年）12月28日 - 校舎塗装改修工事完了（南校舎各階教室、校長室、職員室、事務室天井及び壁面）
- 2002年（平成14年）
  - 3月12日 - 近隣の信夫山にて大規模な山林火災が発生し、全校生徒の避難が行われる。
  - 3月26日 - 蛍光灯改修工事完了（校長室、職員室、事務室）
- 2003年（平成15年）11月17日 - 桜の木植樹祭さくら基金設立
- 2004年（平成16年）2月上旬 - 基礎学力向上研究開発モデル校授業研究公開
- 2005年（平成17年）6月上旬 - プール更衣室改修工事完了
- 2006年（平成18年）9月上旬 - 創立60周年記念航空写真撮影
- 2008年（平成20年）
  - 7月中旬 - 外中央階段手すり設置
  - 8月22日 - 全国陸上競技大会男子共通走り幅跳び第一位
- 2011年（平成23年）
  - 3月11日 - 東日本大震災南校舎西側亀裂被害
  - 8月中旬 - 校庭表土除去
- 2012年（平成24年）12月6日 - 校地表面除染
- 2014年（平成26年）
  - 2月17日・18日 - 大雪に伴う臨時休校
  - 3月下旬 - 南校舎耐震補強工事完了
- 2015年（平成27年）
  - 8月11日 - 校長室、職員室、事務室に職務用パソコン導入
  - 9月7日 - 全教室にエアコン設置工事完了
  - 11月26日 - 全国学校体育研究会プレ大会
- 2016年（平成28年）
  - 3月下旬 - プール改修工事完了
  - 11月11日 - 全国学校体育研究大会授業公開
  - 11月26日 - 創立70周年記念式典開催[3]
- 2024年4月1日 - 夜間中学校である分校「天神スクール」が開校する[1]

## 部活動
「文武両道」を体現するべく活発な部活動が行なわれている。そのため、中体連では良い成績を残す部活動が多い。また、他の学校には無いものとして体操部などがある。短期間あるいは、正式な部活動との掛け持ちが許されているものとして、「特設合唱部」と「特設駅伝部」がある。前者は比較的一年中の活動し、男子は参加することが出来ない。後者は夏季を中心に活動している。
- 運動系部活動
体育館と校庭を中心的な活動の場とする部活動。例外的に校舎の廊下や階段を使用する（例外は別途記述）。
  - ハンドボール部
  - サッカー部（近隣の福島第四小学校の校庭を利用して練習することがある）
  - バレーボール部（男女）
  - 卓球部
  - ソフトボール部
  - 野球部
  - 陸上部
  - 剣道部（廃部）
  - バスケットボール部（男女）
- 文化系部活動
  - 情報処理部　
  - 科学部
  - 吹奏楽部
  - 美術部
- 特設部活動
  - 特設合唱部(廃部)
  - 特設駅伝部
  - 水泳部（夏季のみプールでの活動を行う。冬季は教室でのトレーニングも行っている）
  - 体操部(廃部)

## 各種学校歌

### 校歌
校歌は、作詞:小林金次郎、作曲:古関裕而によって制作された。3番構成、4/4拍子であり、様々な学校行事の際に歌唱され全校生の象徴的な歌となっている。内容としては、四中から見える景色や生徒の健やかな成長を願った歌詞が中心的であり、「ああ我ら 心を合わせ 四中の光かかげん」といった歌詞などは団結をすることの大切さ等が込められている。
古関裕而は福島県を代表する作曲家であり、市内の小中高校の校歌を作っていることが多い。

### 応援歌
応援歌は、作詞:丸岡弘隆、作曲:瓶子美穂子によって作成された。1番構成、4/4拍子であり、中体連等における壮行会にて歌唱される。応援委員会に所属する人が中心的に歌唱する。最終節では手拍子を叩く箇所があり、全校生での一体感が生まれるのが大きな特徴である。内容としては「四中健児」というような文言があり、中体連にとどまらず学校を応援する意思を感じることができる。

### 生徒会の歌
生徒会の歌は、作詞:丸岡弘隆、作曲:瓶子美穂子によって作成された。2番構成、4/4拍子であり、主に生徒総会の最初に歌われる。生徒総会の頻度と相まって歌詞を見ないで歌唱する生徒は応援歌と比べても少ない。
歌詞に「坂道に誓いて集う生徒会」というような文言があり、生徒会本部のためではなく全校生の参加が基本である生徒会全体を指していると思われる。この坂道という文言はある意味四中を象徴するものであり、それに誓い集うものが生徒会であるなら、校訓である自主・自立の基本である生徒自治の精神にも合致する。

## 学校施設
学校施設として、特筆するべきものを以下に記述する。
- 理科室（第一、第二）：各クラスの実験等を円滑に行うために主に1年生用の第一理科室と2・3年生用の第二理科室が用意されている。
- コンピューター室：エアコンやデータサーバ等の設備、授業用のwindowsタブレットの制御ソフトが用意されている。また、充分な数のプリンタもある。これらの施設は技術教科で使用する他、情報処理部が利用する。
- 体育館：可動式のバスケットゴールが6つ用意されており、そのうち2つは天井に収納される。
- 校庭：サッカーコート1面分は取ることが出来ないが充分な広さを有している。排水性の問題から降水量の多い雨の後は水の流れによる侵食が目立ち、大きな凹凸が生まれる。

## 通学区域
通学区域は以下の通り
- 中央東地区
  - 万世町
  - 陣場町
  - 曽根田町
  - 森合町
  - 天神町
  - 宮下町
  - 御山町
- 中央東地区（信夫山）
  - 西養山
  - 南平
  - 金山
  - 狐山
  - 狐塚畑
  - 下狐塚
  - 太子堂
  - 大日堂
  - 堂殿
  - 駒山
  - 妻夫石
  - 大明神
  - 御山堂殿
  - 大山
  - 京塚
  - 大平山
  - 児石
  - 蟹沢入
  - 立道
  - 蝦夷穴
  - 熊野山
  - 熊野峠
  - 鶴巻
- 清水地区
  - 森合（福島市立清水中学校通学区域を除く）
- 北信地区
  - 丸子（字御山越、三條院）

## 進学前小学校
進学前の小学校は以下の通り
- 福島市立福島第四小学校
- 福島市立森合小学校
- 福島市立御山小学校

## 学区内の主な施設
近隣施設としては教育関連の施設が多い。
- 福島市立ふくしま西幼稚園
- 福島市立福島第四小学校
- 福島県立福島高等学校
- 福島県立福島工業高等学校
- 福島県立視覚支援学校
- 福島県立聴覚支援学校福島分校
- 福島県立図書館
- 福島県立美術館
- 福島市保健福祉センター
- 福島市立森合緑地公園

## 交通
- 福島交通飯坂線美術館図書館前駅より約1.1km
- JR東日本福島駅より約1.8km
- 福島交通路線バス 福高前停留所下車、徒歩5分[6]

## 関係者

### 出身者
- 千葉麗子（実業家、元女優・アイドル・声優等）